# Yr.no
Yr.no je norveška web stranica te mobilna aplikacija za vremensku prognozu i širenje drugih vrsta meteoroloških informacija. Stranicom upravlja Norveška radiodifuzna korporacija u suradnji s Norveškim meteorološkim institutom. Pokrenuta je u rujnu 2007. godine.
Riječ yr na norveškom znači rosulja.

## Vremenski modeli i učestalost ažuriranja
Yr.no stvara vremensku prognozu za milijune mjesta diljem svijeta. Trodnevna prognoza na usluzi koristi dva različita vremenska modela s rezolucijom od 2,5 kilometara u Skandinaviji i na norveškim otocima, a za druga mjesta ECMWF-ov IFS model u konfiguraciji visoke rezolucije (HRES), s rezolucijom od 9 kilometara. 
Za 10-dnevnu prognozu, yr.no koristi model ECMWF-ENS s rezolucijom od 18 km za norveške teritorije, a za ostatak svijeta IFS-HRES s rezolucijom od 9 kilometara. 
Izvan Skandinavije, trodnevne prognoze ažuriraju se svakih šest sati, a desetodnevne svakih 12 sati.